# Élections municipales françaises de 1953
Les élections municipales se déroulent les 26 avril et 3 mai 1953.

## Résultats

### Analyse
Après son triomphe lors des municipales de 1947, le Rassemblement du peuple français s'écroule et tombe à 10 % des suffrages. La droite et le centre redressent la pente, tandis que le PCF fait une chute de 10 %.

### Dans les grandes villes

#### Angers
Maire sortant : Victor Chatenay (RPF) 1947-1953
Résultats
|                   | Liste                                                                     | Nombre de voix | Résultats | Sièges |
| Georges Morand    | « Union Ouvrière et Démocratique » (PCF)                                  | 6 391          | 17,63 %   | 6      |
| Auguste Allonneau | « Liste d'Action républicaine, laïque, démocratique et sociale » (SFIO)   | 5 189          | 14,31 %   | 5      |
| Jean Hérard       | « Pour la Défense des droits et des Intérêts de la ville d'Angers » (RGR) | 1 954          | 5,39 %    | 2      |
| Jean Sauvage      | « Liste d'Action municipale, sociale et familiale » (MRP)                 | 7 333          | 20,23 %   | 8      |
| Maurice Pasquier  | « Liste des indépendants » (CNIP)                                         | 6 552          | 18,10 %   | 7      |
| Victor Chatenay   | Rassemblement du peuple français (RPF)                                    | 8 823          | 24,34 %   | 9      |

Maire élu : Victor Chatenay (RPF) - Coalition de centre droit : RPF-MRP-CNIP

#### Annecy
Maire sortant : Georges Volland (CNIP) 1947-1953
Résultats
|                       | Liste                                            | Nombre de voix | Résultats | Sièges |
|                       | PCF                                              | 1 643          | 16,09 %   | 4      |
| Boschetti             | SFIO                                             | 1 337          | 13,09 %   | 3      |
|                       | RAD                                              | 601            | 5,88 %    | 1      |
| Charles Valot         | « Liste d’intérêt local » (SE)                   | 692            | 6,77 %    | 2      |
| François-Maurice Ritz | « Liste d'action démocratique et sociale » (MRP) | 3 498          | 34,26 %   | 10     |
| Georges Volland       | CNIP                                             | 2 437          | 23,87 %   | 7      |

François–Maurice Ritz (MRP) est élu maire. À la suite d'un décès survenu l'année suivante, il est remplacé par Charles Bosson.

#### Argenteuil
Résultats
|               | Liste        | Résultats |
| Victor Dupouy | PCF          | 55,16 %   |
|               | SFIO         | 11,78 %   |
|               | RPF-MRP-CNIP | 33,04 %   |

Maire élu : Victor Dupouy  (PCF)

#### Arras
Maire sortant : Guy Mollet (SFIO)  1945-1953
Résultats
|            | Liste             | Résultats | Sièges |
|            | PCF               | 16,5 %    | 5      |
| Guy Mollet | SFIO              | 33,1 %    | 11     |
|            | MRP               |           | 6      |
|            | CNIP              |           |        |
|            | RPF-Parti radical |           |        |

Maire élu : Guy Mollet  (SFIO). Coalition : SFIO-MRP

#### Aubervilliers
Résultats
|                 | Liste                                         | Nombre de voix | Résultats |
| Émile Dubois    | Union ouvrière et démocratique (PCF)          | 13 937         | 59,81 %   |
| Michel Lejeune  | Liste d'Action Démocratique et Sociale (SFIO) | 2 629          | 11,28 %   |
| Albert Bourgain | « Union démocratique » (RPF - MRP - CNIP)     | 6 733          | 28,89 %   |

Inscrits : 30 725 - Votants : 24 278 - Exprimés : 23 429

#### Boulogne-Billancourt
Maire sortant : Alphonse Le Gallo (SFIO) 1944-1953
Résultats
|                   | Liste     | Nombre de voix | Résultats | Sièges                 |
|                   | PCF       | 13 197         | 36,83 %   | 14                     |
| Alphonse Le Gallo | SFIO      | 11 395         | 31,80 %   | 12                     |
|                   | RPF - RAD | 11 239         | 31,36 %   | 11 (Radicaux 7, RPF 4) |

Maire élu : Alphonse Le Gallo (SFIO) - Coalition : SFIO-RAD-RPF

#### Châlons-sur-Marne
Maire sortant : Louis Laforest (RPF) 1947-1953
Résultats
|                   | Liste | Résultats |
|                   | PCF   | 18,8 %    |
|                   | SFIO  | 13,7 %    |
|                   | RAD   | 24,2 %    |
| Bernard d'Arbouet | MRP   | 21 %      |
|                   | RPF   | 21 %      |

Maire élu : Bernard d'Arbouet (MRP) 

#### Dijon
Maire sortant : Félix Kir (CNIP) 1945-1953
Résultats
|           | Liste    | Résultats | Sièges |
|           | PCF      | 14,5 %    | 5      |
|           | SFIO     | 18,0 %    | 7      |
| Félix Kir | CNIP-MRP | 55,2 %    | 21     |
|           | RPF      | 12,3 %    | 4      |

Maire réélu : Félix Kir (CNIP)

#### Le Creusot
Maire sortant :  Jean Garnier (RPF)  1947-1953
Résultats
|              | Liste        | Résultats |
|              | PCF          | 26,1 %    |
|              | SFIO         | 10,9 %    |
| Jean Garnier | RPF-CNIP-MRP | 61,5 %    |

#### Le Mans
Maire sortant : Jean-Yves Chapalain (RPF) 1947-1953
Résultats
|                     | Liste    | Résultats | Sièges |
| Manceau             | PCF      | 20,86 %   | 8      |
| Collet              | SFIO     | 19,26 %   | 7      |
| Trioreau            | Radicaux | 2,94 %    | -      |
| Jacques Maury       | MRP      | 12,56 %   | 5      |
| Jean-Yves Chapalain | RPF-CNIP | 44,37 %   | 17     |

Maire élu : Jean-Yves Chapalain (RPF) - Coalition de centre droit : RPF-CNIP-MRP

#### Lens
Maire sortant : Ernest Schaffner (SFIO)  1947-1953
Résultats
- Premier tour

|                  | Liste                                                                 | Nombre de voix | Résultats | Sièges |
| Eugène Glorieux  | PCF                                                                   | 5 956          | 38,15 %   | 13     |
| Ernest Schaffner | « Socialiste et républicaine de défense des intérêts lensois » (SFIO) | 6 870          | 44,01 %   | 15     |
|                  | MRP                                                                   | 1 582          | 10,13 %   | 3      |
|                  | CNIP                                                                  | 641            | 4,1 %     | -      |
|                  | RPF                                                                   | 559            | 3,59 %    | -      |

Maire élu : Ernest Schaffner (SFIO) - Coalition : SFIO-MRP

#### Marseille
Maire sortant : Michel Carlini (RPF) 1947-1953
Résultats
|                 | Liste    | Résultats | Sièges |
|                 | PCF      | 37 %      | 24     |
| Gaston Defferre | SFIO     | 24,1 %    | 15     |
|                 | MRP      | 6,6 %     | 4      |
|                 | CNIP-RAD | 24,6 %    | 16     |
|                 | RPF      | 7,3 %     | 4      |

Maire élu : Gaston Defferre (SFIO) - Coalition : SFIO-CNI-RAD-MRP

#### Nice
Maire sortant : Jean Médecin (RAD) 1947-1953
Résultats
|               | Liste         | Résultats |
| Virgile Barel | PCF           | 28,65 %   |
|               | SFIO          | 5,10 %    |
| Jean Médecin  | RAD-CNIP- MRP | 57,20 %   |
|               | RPF           | 8,90 %    |

Maire élu : Jean Médecin - Coalition de centre droit : RAD-CNIP-MRP

#### Paris
Résultats
|  | Liste            | Résultats | Sièges |
|  | PCF              | 27,46 %   | 28     |
|  | SFIO             | 9,90 %    | 9      |
|  | RGR              | 11,48 %   | 11     |
|  | MRP              | 7,13 %    | 6      |
|  | CNIP             | 25,75 %   | 26     |
|  | Divers de droite | 7,43 %    |        |
|  | RPF              | 10,84 %   | 10     |

#### Roubaix
Maire sortant : Victor Provo (SFIO)  1945-1953
Résultats
|              | Liste | Résultats |
|              | PCF   | 21,5 %    |
| Victor Provo | SFIO  | 39,6 %    |
|              | MRP   | 14,7 %    |
|              | CNIP  | 13,8 %    |
|              | RPF   | 10,2 %    |

Maire élu : Victor Provo (SFIO) - Coalition : SFIO-MRP

#### Strasbourg
Maire sortant : Charles Frey (RPF ex-PRD) 1935-1940 1945-1953
Résultats
|                 | Liste | Nombre de voix | Résultats | Sièges |
|                 | PCF   | 7 119          | 13,05 %   | 5      |
|                 | SFIO  | 6 893          | 12,64 %   | 4      |
| Pierre Pflimlin | MRP   | 18 991         | 34,82 %   | 13     |
| Charles Frey    | RPF   | 21 524         | 39,47 %   | 15     |

Maire élu : Charles Frey (RPF puis DVD)

#### Tourcoing
Maire sortant : Louis Paris (SFIO) 1947-1953
Résultats
|                 | Liste                               | Nombre de voix | Résultats | Sièges |
|                 | PCF                                 | 7 669          | 18,04 %   | 7      |
| Louis Paris     | SFIO                                | 17 198         | 40,47 %   | 16     |
|                 | RAD                                 | 1 727          | 4,06 %    | -      |
|                 | MRP                                 | 7 918          | 18,63 %   | 7      |
| Georges Volland | « Réconciliation française » (CNIP) | 3 868          | 9,10 %    | 3      |
| Léon Delbecque  | RPF                                 | 4 108          | 9,66 %    | 4      |

Maire élu : (SFIO) - Coalition : SFIO-RPF-CNIP diss.